# ABC Air Hungary
Az ABC Air Hungary Kft. budapesti székhelyű egykori légitársaság. Bázisrepülőtere a Budapest Liszt Ferenc nemzetközi repülőtér 1-es terminálja volt.

## Története
Az 1997-ben alapított légitársaság feladatköre a légi teherszállítástól a charter teherszállításon és a sétarepülésen keresztül a pilótaképzésig terjedt. A légitársaság flottája az évek alatt négy L-410 Turboletből, illetve 2014-től két SAAB 340A-ból állt. Működését 2015. november 20-án fejezte be. Remélte, hogy 2017-ben újraindul, ám ez nem sikerült. 2019. november 26-án jogerősen megszűntnek nyilvánították, azóta a vállalat kényszertörlés alatt áll.

## Flotta

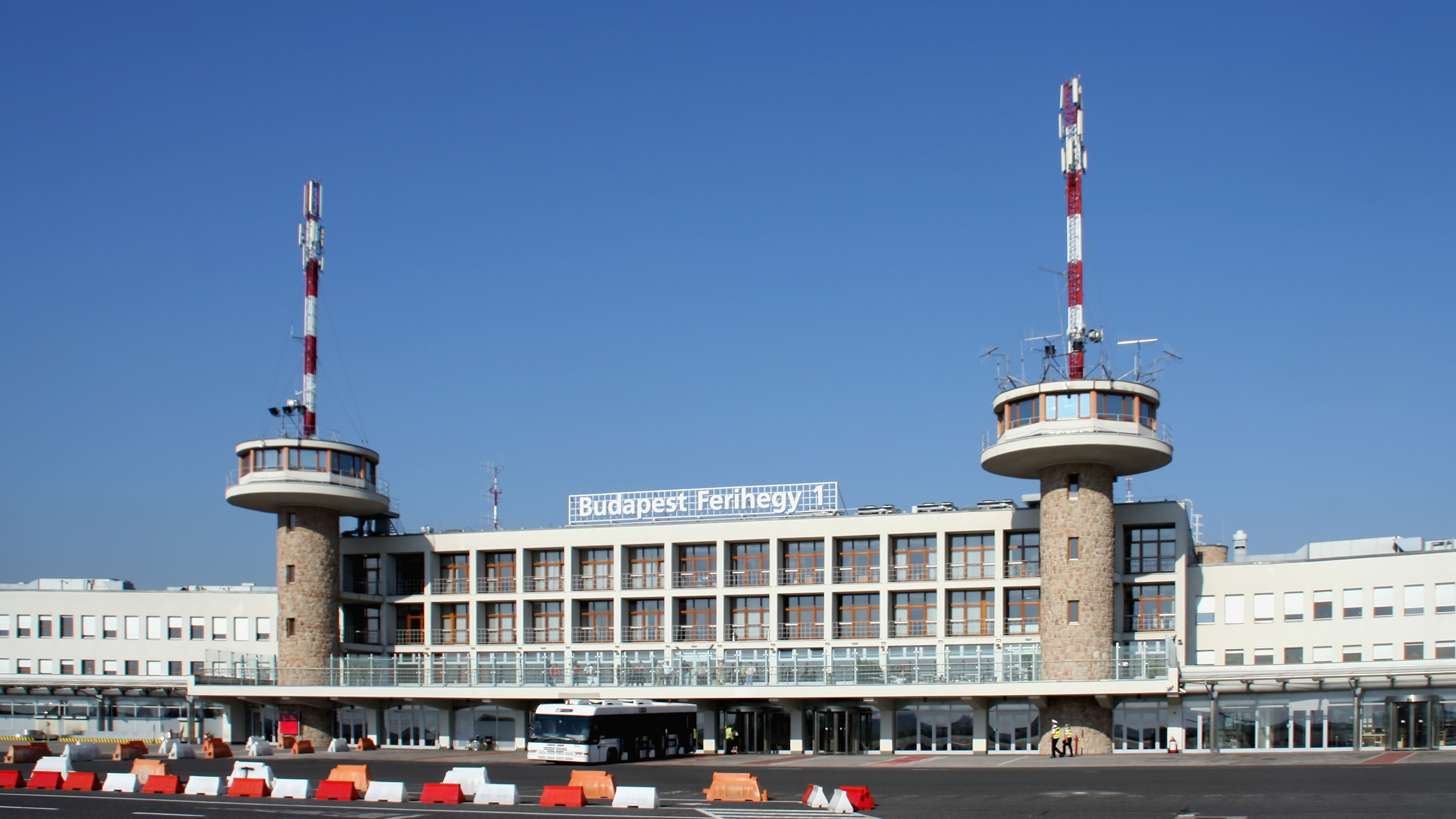
A Budapest Liszt Ferenc Nemzetközi Repülőtér 1-es terminálja, amely a légitársaság bázisrepülőtere volt

| Repülőgép      | Darabszám | Megrendelések |
| -------------- | --------- | ------------- |
| SAAB 340A      | 2         | 0             |
| L-410 Turbolet | 4         | 0             |
| Összesen       | 6         | 0             |

## Fordítás
Ez a szócikk részben vagy egészben  az   ABC Air Hungary című angol Wikipédia-szócikk ezen változatának fordításán alapul.  Az eredeti cikk szerkesztőit annak laptörténete sorolja fel. Ez a jelzés csupán a megfogalmazás eredetét és a szerzői jogokat jelzi, nem szolgál a cikkben szereplő információk forrásmegjelöléseként.